# Turbidimetria

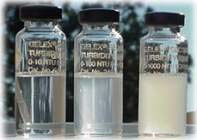
Turbiditási folyadék etalonok

Az átlátszóság fokozatainak szemléltetése. Az opacitás csökken, az átlátszóság növekszik

A turbidimetria a folyadékok és gázok minőségének fotometriai módszerrel való mérése, amely a zavarosság meghatározásán alapszik. Ilyen méréseket végeznek az ivóvizek tisztaságának, a természetes vizek szennyezettségének, a környezeti levegő tisztaságának ellenőrzésére. A meteorológiában a levegő tulajdonságainak megadására, a repülésben a tiszta látástávolság meghatározásában van szerepe.

## A vizsgált jelenség
Ide soroljuk azokat a jelenségeket, amelyeknél a fény hiányosan jut el az észlelőhöz. Ilyen lehet az
elnyelődés (abszorpció)
fényszóródás (scattering)
A jelenséget a folyadékban, vagy gázban lebegő szemcsék okozzák, amelyek így kolloidot, vagy szuszpenziót alkotnak. Jellegénél fogva lehet köd, vagy füst. A fény spektrumától függetlenül szokás vizsgálni; alapjait tekintve nem színes jelenség. Egyes műszerek monokromatikus sugárzással mérik, de csak a mérési bizonytalanság csökkentése érdekében. Észlelése a fény visszaverődése (reflexiója), vagy transzmissziója alapján lehetséges.
Az angol több kifejezést is használ erre az állapotra.
fog (nagy fényelnyelésű köd, általában folyadékcseppektől származóan)
mist (kis fényelnyelésű köd, általában folyadékcseppektől származóan)
haze (szilárd szemcsék által okozott fényelnyelés, a füstnél tágabb fogalom; pl. túlhűtött vízköd, párás köd, füst, vulkáni hamu, porfelhő)
smoke (többnyire tüzelésből származó szilárd szemcsék által okozott fényelnyelés)
smog (káros szennyeződéstől származó, fényelnyelést okozó füst, vagy köd)
opacity (lebegő szemcsék által átlátszatlanná vált folyadék, általában fehér; a fedő festékekhez hasonló jelenséget hoz létre)
translucency (diffúz fényszóródás következtében bizonyos mértékben átlátszó folyadék; az opacitás inverze)
A Nemzetközi Meteorológiai Szervezet (World Meteorological Organization) kódokkal jelzi ezeket az állapotokat

## Mérési módszerek

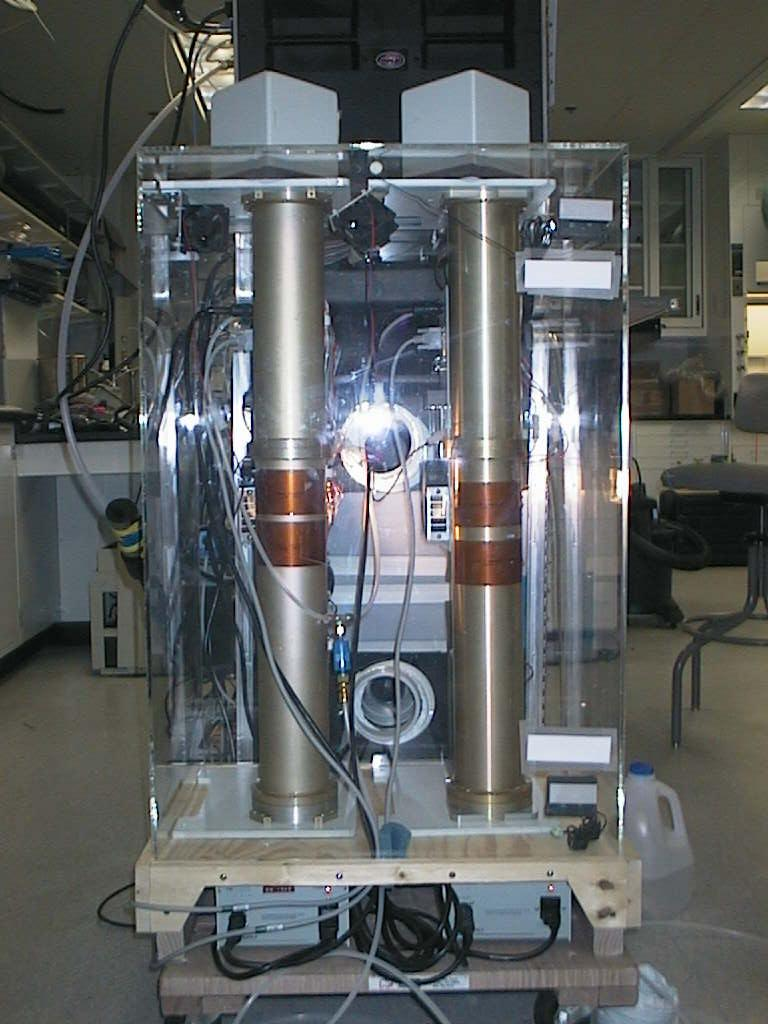
TSI 3563 Nefelométer. Fényszóródást, visszaszóródást mér 450, 550 és 700 nm hullámhosszon

Különféle szemcsék eloszlása a levegőben (https://creativecommons.org/licenses/by/3.0/deed.en alapján)

### Jackson Turbidity Unit
A kezdetben alkalmazott módszernél emberi közreműködésre van szükség. A függőleges csőbe töltött mintának azt a szintjét kell megállapítani, amelynél az alul elhelyezett gyertya fénye még látható. A szint tehát fordított arányosságban áll a minta zavarosságával. Ennek mérőszáma a Jackson Candle Unit, Jackson Turbidity Unit, JTU. Hitelesítő mintaként kovaföldet, kvarchomokot, vagy finoman eloszlatott sziliciumdioxidot használnak. 100×10-6 rész sziliciumdioxid tartalom megfelel 21,5 JTU értéknek.

### Nephelometric Turbidity Unit
Az Egyesült Államokban kifejlesztett módszer a Nephelometric Turbidity Unit, NTU, ott ez szabványos. Egy mg/L sziliciumdioxid megfelel 1 NTU értéknek. A mérés a 90°-os szóródás módszerét alkalmazza. A korszerűbb műszerek képesek a forward scattering (12°-os szögben előre szóródásos) és a backward scatterening (visszafelé szóródásos) mérésre is. A visszaszórt fény iránya 90 és 180 fok közé eshet. E két utóbbi mérés lehetővé teszi a referencia fénynyaláb hasznosítását (ez a két fényutas elrendezés; a referencia sugár iránya 0 fok). Az ilyen műszer automatikusan kalibrálható.
Megjegyzendő, hogy a turbidimetriában a fény térbeli szóródását észleljük. A felszíni szóródás a diffúz visszaverődés jelenségén alapul, s ezt a mérőeszközöknek ki kell zárniuk a mérésből.

### Formazine Turbidity Unit
A Nemzetközi Szabványügyi Szervezet (ISO) a formazin alapján történő mérést írja elő. A kalibráló folyadék összetétele: 5 g/L hidrazin-szulfát és 50 g/L hexamin vizes szuszpenziója. Hígítás nélkül ez megfelel 4000 FTU (Formazin Turbidity Unit) értéknek, és mérőszáma azonos FTU, NTU, FAU, FNU értékkel (a betűk a Formazine, a Nephelometric, a Turbidity, az Attenuation: csillapítás és a Unit szavakból adódnak).
A magyar szabvány azonos a nemzetközi szabvánnyal: MSz EN ISO 7027:2000. Magyarországon ebben a formában végzik a víztisztaság mérését, mintaképpen itt látható a Vízművek megrendelési tájékoztatója

### Turbiditás mérése az abszorpció alapján
A turbiditásmérés eredetileg fény abszorpciója, de léteznek ultrahangos turbiditásmérési eljárások is.

### Nemzetközi adatok
Nanocolor VIS képes az ISO 7027 szerint 90°-os nefelometrikus mérésre 860 nm hullámhosszon, 1...1000 NTU, illetve FNU szerint (formazin nephelometric unit), valamint 180°-os abszorpciós turbidimetrikus mérésre 550 nm hullámhosszon.

### Turbiditásmérések összehasonlítása
A DIN EN 27027 tartalma azonos a nemzetközi szabványéval. A MEBAK (Mitteleuropäische Brautechnische Analysenkommission) a sör minőségét méri a formazinos szabvány alapján, éppúgy, mint az EBC (European Brewery Convention). Az amerikai ASBC (American Society of Brewing Chemists) 580 nm-en, a formazin szabványa alapján mér, az IBD (Institut of Brewing & Distilling) is. Az EPA (Environmental Protection Agency) az amerikai szabványt alkalmazza.
A hígítatlan szuszpenzióra vonatkozó értékek:
1000 EBC (European Brewery Convention)
4000 TEF (Trübungseinheiten Formazin)
4000 FTU (Formazine Turbidity Units)
4000 FNU (Formazine Nephelometric Units csak 90° oldalt-szóródásos mérésnél)
4000 FAU (Formazine Attenuation Units absorpciós mérésnél >40 FNU)
40000 Helm units
9000 ASBC (American Society of Brewing Chemists)